# Liste der Nummer-eins-Hits in Finnland (2022)
Dies ist eine Liste der Nummer-eins-Hits in Finnland im Jahr 2022. Sie basiert auf den offiziellen Single Top 20 und den Album Top 50, die im Auftrag von Musiikkituottajat, der finnischen Landesgruppe der IFPI, erstellt werden.

## Singles
| ← 2021 ← | Liste der Nummer-eins-Hits in Finnland | Liste der Nummer-eins-Hits in Finnland | Liste der Nummer-eins-Hits in Finnland | 2023 → |
| \| Zeitraum \| Wo. ges. \| Interpret \| Titel Autor(en) \| Zusätzliche Informationen \| \| (Zeitraum, Wochen auf Platz eins, Interpret, Titel, Autor[en], zusätzliche Informationen) \| \| \| \| \| \| ----------------------------------------------------------------------------------------- \| -------- \| -------------------------------------- \| --------------------------------------------------------------------------------------------------------------------------------------------------------- \| ----------------------------------------------------------------------------------------------------------------------------------------------------------------- \| \| 26. Dezember 2021 – 1. Januar 2022 1 Woche (insgesamt 3) \| 3 \| Sia \| Snowman Sia Kate Furler, Gregory Allen Kurstin \| – \| \| 2. Januar 2022 – 8. Januar 2022 1 Woche \| 1 \| Haloo Helsinki! feat. Cantores Minores \| Joulun kanssas jaan Musik: Leo Hakanen, Jere Marttila; Text: Elisa Tiilikainen \| Seit 2017 ist das Weihnachtslied jeweils zum Jahreswechsel in den Charts, kam aber nicht über Platz 3 hinaus. Im fünften Anlauf gelingt der Sprung an die Spitze. \| \| 9. Januar 2022 – 15. Januar 2022 1 Woche \| 1 \| Olli Halonen \| Pohjola Olli Halonen, Mika Matti Laakkonen \| – \| \| 16. Januar 2022 – 22. Januar 2022 1 Woche \| 1 \| JVG \| Vamos Ville-Petteri Galle, Jare Joakim Brand, Antti Riihimäki, Teemu William Brunila \| – \| \| 23. Januar 2022 – 29. Januar 2022 1 Woche \| 1 \| Gettomasa \| Hyvä me Aleksi Lehikoinen \| – \| \| 30. Januar 2022 – 9. April 2022 10 Wochen \| 10 \| Bess \| Ram pam pam Essi Launimo, Jonas Olsson, Tomi Saario \| Teilnehmer am Uuden Musiikin Kilpailu 2022 \| \| 10. April 2022 – 30. April 2022 3 Wochen \| 3 \| Pehmoaino \| Haluun takas mun perhoset Aino Morko, Topi Kilpinen \| – \| \| 1. Mai 2022 – 7. Mai 2022 1 Woche \| 1 \| Gettomasa \| 500 hevosta Aleksi Lehikoinen \| – \| \| 8. Mai 2022 – 4. Juni 2022 4 Wochen \| 4 \| JVG \| Amatimies Ville-Petteri Galle, Jare Joakim Brand, Aleksi Asiala, Juha Harri Vainio, Onni Outava \| – \| \| 5. Juni 2022 – 18. Juni 2022 2 Wochen (insgesamt 8) \| 8 \| Ramses II \| Villieläin Rami Shikeben, Santtu Okkonen \| – \| \| 19. Juni 2022 – 2. Juli 2022 2 Wochen \| 2 \| Isac Elliot feat. William & Cledos \| 20 min Arttu Jaakko Viljami Istala, Iiro Samuli Paakkari, Isac Elliot Lunden, Jussi Kotivuori, Vladislav Andreevich Heponen, Ville Markus Kalevi Virtanen \| – \| \| 3. Juli 2022 – 23. Juli 2022 3 Wochen (insgesamt 8) \| 8 \| Ramses II \| Villieläin Rami Shikeben, Santtu Okkonen \| – \| \| 24. Juli 2022 – 30. Juli 2022 1 Woche \| 1 \| Jambo feat. Villegalle \| Ei nabbaa Jami Kiskonen, Kauri Ruohonen, Petro Pyysalo, Ville-Petteri Galle \| – \| \| 31. Juli 2022 – 20. August 2022 3 Wochen (insgesamt 8) \| 8 \| Ramses II \| Villieläin Rami Shikeben, Santtu Okkonen \| – \| \| 21. August 2022 – 3. September 2022 2 Wochen \| 2 \| Gettomasa feat. Van Hegen \| Shamppanjadieetillä Aleksi Lehikoinen, Janne Pajunen \| – \| \| 4. September 2022 – 10. September 2022 1 Woche \| 1 \| Bee \| Tequilakahvi Bertta Seppälä, Ville Pusa \| – \| \| 11. September 2022 – 17. September 2022 1 Woche (insgesamt 4) \| 4 \| David Guetta feat. Bebe Rexha \| I’m Good (Blue) Bleta Rexha, Pierre David Guetta, Camille Angelina Purcell, Massimo Gabutti, Maurizio Lobina, Gianfranco Randone, Philip John Plested \| – \| \| 18. September 2022 – 24. September 2022 1 Woche \| 1 \| Isac Elliot feat. Sexmane \| Makso mitä makso Arttu Jaakko Viljami Istala, Iiro Samuli Paakkari, Isac Elliot Lunden, Edward Maximilian Sene \| – \| \| 25. September 2022 – 8. Oktober 2022 2 Wochen (insgesamt 4) \| 4 \| David Guetta feat. Bebe Rexha \| I’m Good (Blue) Bleta Rexha, Pierre David Guetta, Camille Angelina Purcell, Massimo Gabutti, Maurizio Lobina, Gianfranco Randone, Philip John Plested \| – \| \| 9. Oktober 2022 – 5. November 2022 4 Wochen \| 4 \| Turisti feat. Elastinen \| Tippa-T Kimmo Laiho, Harlova Vukulu \| – \| \| 6. November 2022 – 19. November 2022 2 Wochen \| 2 \| Viivi & Robin Packalen \| Ihana kipu Joonas Keronen, Lauri Halavaara, Robin Packalen, Viivi Korhonen, Vilma Alina Lähteenmäki \| – \| \| 20. November 2022 – 31. Dezember 2022 6 Wochen \| 6 \| Gettomasa \| Vastustamaton Aleksi Lehikoinen \| – \| |                                        |                                        | | |
| ← 2021 |                                        |                                        | | → 2023 → |
| Zeitraum | Wo. ges.                               | Interpret                              | Titel Autor(en) | Zusätzliche Informationen |
| (Zeitraum, Wochen auf Platz eins, Interpret, Titel, Autor[en], zusätzliche Informationen) |                                        |                                        | | |
| 26. Dezember 2021 – 1. Januar 2022 1 Woche (insgesamt 3) | 3                                      | Sia                                    | Snowman Sia Kate Furler, Gregory Allen Kurstin | – |
| 2. Januar 2022 – 8. Januar 2022 1 Woche | 1                                      | Haloo Helsinki! feat. Cantores Minores | Joulun kanssas jaan Musik: Leo Hakanen, Jere Marttila; Text: Elisa Tiilikainen                                                                            | Seit 2017 ist das Weihnachtslied jeweils zum Jahreswechsel in den Charts, kam aber nicht über Platz 3 hinaus. Im fünften Anlauf gelingt der Sprung an die Spitze. |
| 9. Januar 2022 – 15. Januar 2022 1 Woche | 1                                      | Olli Halonen                           | Pohjola Olli Halonen, Mika Matti Laakkonen | – |
| 16. Januar 2022 – 22. Januar 2022 1 Woche | 1                                      | JVG                                    | Vamos Ville-Petteri Galle, Jare Joakim Brand, Antti Riihimäki, Teemu William Brunila                                                                      | – |
| 23. Januar 2022 – 29. Januar 2022 1 Woche | 1                                      | Gettomasa                              | Hyvä me Aleksi Lehikoinen | – |
| 30. Januar 2022 – 9. April 2022 10 Wochen | 10                                     | Bess                                   | Ram pam pam Essi Launimo, Jonas Olsson, Tomi Saario | Teilnehmer am Uuden Musiikin Kilpailu 2022 |
| 10. April 2022 – 30. April 2022 3 Wochen | 3                                      | Pehmoaino                              | Haluun takas mun perhoset Aino Morko, Topi Kilpinen | – |
| 1. Mai 2022 – 7. Mai 2022 1 Woche | 1                                      | Gettomasa                              | 500 hevosta Aleksi Lehikoinen | – |
| 8. Mai 2022 – 4. Juni 2022 4 Wochen | 4                                      | JVG                                    | Amatimies Ville-Petteri Galle, Jare Joakim Brand, Aleksi Asiala, Juha Harri Vainio, Onni Outava                                                           | – |
| 5. Juni 2022 – 18. Juni 2022 2 Wochen (insgesamt 8) | 8                                      | Ramses II                              | Villieläin Rami Shikeben, Santtu Okkonen | – |
| 19. Juni 2022 – 2. Juli 2022 2 Wochen | 2                                      | Isac Elliot feat. William & Cledos     | 20 min Arttu Jaakko Viljami Istala, Iiro Samuli Paakkari, Isac Elliot Lunden, Jussi Kotivuori, Vladislav Andreevich Heponen, Ville Markus Kalevi Virtanen | – |
| 3. Juli 2022 – 23. Juli 2022 3 Wochen (insgesamt 8) | 8                                      | Ramses II                              | Villieläin Rami Shikeben, Santtu Okkonen | – |
| 24. Juli 2022 – 30. Juli 2022 1 Woche | 1                                      | Jambo feat. Villegalle                 | Ei nabbaa Jami Kiskonen, Kauri Ruohonen, Petro Pyysalo, Ville-Petteri Galle                                                                               | – |
| 31. Juli 2022 – 20. August 2022 3 Wochen (insgesamt 8) | 8                                      | Ramses II                              | Villieläin Rami Shikeben, Santtu Okkonen | – |
| 21. August 2022 – 3. September 2022 2 Wochen | 2                                      | Gettomasa feat. Van Hegen              | Shamppanjadieetillä Aleksi Lehikoinen, Janne Pajunen | – |
| 4. September 2022 – 10. September 2022 1 Woche | 1                                      | Bee                                    | Tequilakahvi Bertta Seppälä, Ville Pusa | – |
| 11. September 2022 – 17. September 2022 1 Woche (insgesamt 4) | 4                                      | David Guetta feat. Bebe Rexha          | I’m Good (Blue) Bleta Rexha, Pierre David Guetta, Camille Angelina Purcell, Massimo Gabutti, Maurizio Lobina, Gianfranco Randone, Philip John Plested     | – |
| 18. September 2022 – 24. September 2022 1 Woche | 1                                      | Isac Elliot feat. Sexmane              | Makso mitä makso Arttu Jaakko Viljami Istala, Iiro Samuli Paakkari, Isac Elliot Lunden, Edward Maximilian Sene                                            | – |
| 25. September 2022 – 8. Oktober 2022 2 Wochen (insgesamt 4) | 4                                      | David Guetta feat. Bebe Rexha          | I’m Good (Blue) Bleta Rexha, Pierre David Guetta, Camille Angelina Purcell, Massimo Gabutti, Maurizio Lobina, Gianfranco Randone, Philip John Plested     | – |
| 9. Oktober 2022 – 5. November 2022 4 Wochen | 4                                      | Turisti feat. Elastinen                | Tippa-T Kimmo Laiho, Harlova Vukulu | – |
| 6. November 2022 – 19. November 2022 2 Wochen | 2                                      | Viivi & Robin Packalen                 | Ihana kipu Joonas Keronen, Lauri Halavaara, Robin Packalen, Viivi Korhonen, Vilma Alina Lähteenmäki                                                       | – |
| 20. November 2022 – 31. Dezember 2022 6 Wochen | 6                                      | Gettomasa                              | Vastustamaton Aleksi Lehikoinen | – |

## Alben
| ← 2021 ← | Liste der Nummer-eins-Hits in Finnland | Liste der Nummer-eins-Hits in Finnland | Liste der Nummer-eins-Hits in Finnland | 2023 → |
| \| Zeitraum \| Wo. ges. \| Interpret \| Titel \| Zusätzliche Informationen \| \| (Zeitraum, Wochen auf Platz eins, Interpret, Titel, zusätzliche Informationen) \| \| \| \| \| \| ------------------------------------------------------------------------------ \| -------- \| ----------------------- \| ------------------------------------ \| ---------------------------------------------------------------------------------------------------------------------- \| \| 26. Dezember 2021 – 8. Januar 2022 2 Wochen \| 2 \| Suvi Teräsniska \| Tämä maailma tarvitsee joulun \| – \| \| 9. Januar 2022 – 15. Januar 2022 1 Woche (insgesamt 5) \| 5 \| Haloo Helsinki! \| Älä perkää elämää \| – \| \| 16. Januar 2022 – 29. Januar 2022 2 Wochen \| 2 \| The Weeknd \| Dawn FM \| – \| \| 30. Januar 2022 – 5. Februar 2022 1 Woche \| 1 \| Battle Beast \| Circus of Doom \| – \| \| 6. Februar 2022 – 12. Februar 2022 1 Woche (insgesamt 11) \| 11 \| Måneskin \| Teatro d’ira – Vol. I \| – \| \| 13. Februar 2022 – 19. Februar 2022 1 Woche \| 1 \| Huora \| Älä luovuta \| – \| \| 20. Februar 2022 – 5. März 2022 2 Wochen \| 2 \| Amorphis \| Halo \| – \| \| 6. März 2022 – 12. März 2022 1 Woche \| 1 \| Diablo \| When All the Rivers Are Silent \| – \| \| 13. März 2022 – 19. März 2022 1 Woche \| 1 \| Sabaton \| The War to End All Wars \| – \| \| 20. März 2022 – 26. März 2022 1 Woche \| 1 \| Ghost \| Impera \| – \| \| 27. März 2022 – 2. April 2022 1 Woche \| 1 \| Stray Kids \| Oddinary \| – \| \| 3. April 2022 – 9. April 2022 1 Woche \| 1 \| Viivi \| Parisuhdehautausmaa \| – \| \| 10. April 2022 – 23. April 2022 2 Wochen \| 2 \| J. Karjalainen \| Soulavaris \| – \| \| 24. April 2022 – 7. Mai 2022 2 Wochen \| 2 \| Pehmoaino \| Kaukana kotoa \| – \| \| 8. Mai 2022 – 21. Mai 2022 2 Wochen \| 2 \| Rammstein \| Zeit \| – \| \| 22. Mai 2022 – 28. Mai 2022 1 Woche \| 1 \| Kendrick Lamar \| Mr. Morale & the Big Steppers \| – \| \| 29. Mai 2022 – 18. Juni 2022 3 Wochen (insgesamt 7) \| 7 \| Harry Styles \| Harry’s House \| – \| \| 19. Juni 2022 – 25. Juni 2022 1 Woche \| 1 \| BTS \| Proof \| – \| \| 26. Juni 2022 – 16. Juli 2022 3 Wochen (insgesamt 7) \| 7 \| Harry Styles \| Harry’s House \| – \| \| 17. Juli 2022 – 30. Juli 2022 2 Wochen \| 2 \| Blind Channel \| Lifestyles of the Sick & Dangerous \| – \| \| 31. Juli 2022 – 6. August 2022 1 Woche (insgesamt 7) \| 7 \| Harry Styles \| Harry’s House \| – \| \| 7. August 2022 – 13. August 2022 1 Woche \| 1 \| Sentenced \| The Urn – Complete Studio Recordings \| – \| \| 14. August 2022 – 20. August 2022 1 Woche (insgesamt 2) \| 2 \| Apulanta \| Aivan kuin kaikki muutkin \| Die Wiederveröffentlichung bringt das Album zum zweiten Mal nach 1998 und zum elften Mal insgesamt an die Chartspitze. \| \| 21. August 2022 – 27. August 2022 1 Woche \| 1 \| Arch Enemy \| Deceivers \| Mit dem sechsten Chartalbum seit 2007 schafft es die schwedische Metal-Band erstmals auf Platz 1 in Finnland. \| \| 28. August 2022 – 3. September 2022 1 Woche \| 1 \| Five Finger Death Punch \| Afterline \| – \| \| 4. September 2022 – 10. September 2022 1 Woche \| 1 \| Etta \| Tykkäät kummiski \| – \| \| 11. September 2022 – 17. September 2022 1 Woche \| 1 \| Megadeth \| The Sick, the Dying … and the Dead! \| – \| \| 18. September 2022 – 24. September 2022 1 Woche \| 1 \| Fabe \| Ongelmalapsi \| – \| \| 25. September 2022 – 1. Oktober 2022 1 Woche \| 1 \| Lauri Tähkä \| Kaikella on tarkoitus \| – \| \| 2. Oktober 2022 – 8. Oktober 2022 1 Woche \| 1 \| Stratovarius \| Survive \| – \| \| 9. Oktober 2022 – 15. Oktober 2022 1 Woche \| 1 \| Samu Haber \| Pelastetaan maailma \| – \| \| 16. Oktober 2022 – 22. Oktober 2022 1 Woche \| 1 \| JVG \| Mun tapa pelata \| – \| \| 23. Oktober 2022 – 29. Oktober 2022 1 Woche \| 1 \| Apulanta \| Sielun kaltainen tuoto \| – \| \| 30. Oktober 2022 – 12. November 2022 2 Wochen \| 2 \| Taylor Swift \| Midnights \| – \| \| 13. November 2022 – 17. Dezember 2022 5 Wochen (insgesamt 10) \| 10 \| Gettomasa \| Vastustamaton \| – \| \| 18. Dezember 2022 – 14. Januar 2023 4 Wochen \| 4 \| Costi \| Limbo \| – \| |                                        |                                        |                                        | |
| ← 2021 |                                        |                                        |                                        | → 2023 → |
| Zeitraum | Wo. ges.                               | Interpret                              | Titel                                  | Zusätzliche Informationen                                                                                              |
| (Zeitraum, Wochen auf Platz eins, Interpret, Titel, zusätzliche Informationen) |                                        |                                        |                                        | |
| 26. Dezember 2021 – 8. Januar 2022 2 Wochen | 2                                      | Suvi Teräsniska                        | Tämä maailma tarvitsee joulun          | – |
| 9. Januar 2022 – 15. Januar 2022 1 Woche (insgesamt 5) | 5                                      | Haloo Helsinki!                        | Älä perkää elämää                      | – |
| 16. Januar 2022 – 29. Januar 2022 2 Wochen | 2                                      | The Weeknd                             | Dawn FM                                | – |
| 30. Januar 2022 – 5. Februar 2022 1 Woche | 1                                      | Battle Beast                           | Circus of Doom                         | – |
| 6. Februar 2022 – 12. Februar 2022 1 Woche (insgesamt 11) | 11                                     | Måneskin                               | Teatro d’ira – Vol. I                  | – |
| 13. Februar 2022 – 19. Februar 2022 1 Woche | 1                                      | Huora                                  | Älä luovuta                            | – |
| 20. Februar 2022 – 5. März 2022 2 Wochen | 2                                      | Amorphis                               | Halo                                   | – |
| 6. März 2022 – 12. März 2022 1 Woche | 1                                      | Diablo                                 | When All the Rivers Are Silent         | – |
| 13. März 2022 – 19. März 2022 1 Woche | 1                                      | Sabaton                                | The War to End All Wars                | – |
| 20. März 2022 – 26. März 2022 1 Woche | 1                                      | Ghost                                  | Impera                                 | – |
| 27. März 2022 – 2. April 2022 1 Woche | 1                                      | Stray Kids                             | Oddinary                               | – |
| 3. April 2022 – 9. April 2022 1 Woche | 1                                      | Viivi                                  | Parisuhdehautausmaa                    | – |
| 10. April 2022 – 23. April 2022 2 Wochen | 2                                      | J. Karjalainen                         | Soulavaris                             | – |
| 24. April 2022 – 7. Mai 2022 2 Wochen | 2                                      | Pehmoaino                              | Kaukana kotoa                          | – |
| 8. Mai 2022 – 21. Mai 2022 2 Wochen | 2                                      | Rammstein                              | Zeit                                   | – |
| 22. Mai 2022 – 28. Mai 2022 1 Woche | 1                                      | Kendrick Lamar                         | Mr. Morale & the Big Steppers          | – |
| 29. Mai 2022 – 18. Juni 2022 3 Wochen (insgesamt 7) | 7                                      | Harry Styles                           | Harry’s House                          | – |
| 19. Juni 2022 – 25. Juni 2022 1 Woche | 1                                      | BTS                                    | Proof                                  | – |
| 26. Juni 2022 – 16. Juli 2022 3 Wochen (insgesamt 7) | 7                                      | Harry Styles                           | Harry’s House                          | – |
| 17. Juli 2022 – 30. Juli 2022 2 Wochen | 2                                      | Blind Channel                          | Lifestyles of the Sick & Dangerous     | – |
| 31. Juli 2022 – 6. August 2022 1 Woche (insgesamt 7) | 7                                      | Harry Styles                           | Harry’s House                          | – |
| 7. August 2022 – 13. August 2022 1 Woche | 1                                      | Sentenced                              | The Urn – Complete Studio Recordings   | – |
| 14. August 2022 – 20. August 2022 1 Woche (insgesamt 2) | 2                                      | Apulanta                               | Aivan kuin kaikki muutkin              | Die Wiederveröffentlichung bringt das Album zum zweiten Mal nach 1998 und zum elften Mal insgesamt an die Chartspitze. |
| 21. August 2022 – 27. August 2022 1 Woche | 1                                      | Arch Enemy                             | Deceivers                              | Mit dem sechsten Chartalbum seit 2007 schafft es die schwedische Metal-Band erstmals auf Platz 1 in Finnland.          |
| 28. August 2022 – 3. September 2022 1 Woche | 1                                      | Five Finger Death Punch                | Afterline                              | – |
| 4. September 2022 – 10. September 2022 1 Woche | 1                                      | Etta                                   | Tykkäät kummiski                       | – |
| 11. September 2022 – 17. September 2022 1 Woche | 1                                      | Megadeth                               | The Sick, the Dying … and the Dead!    | – |
| 18. September 2022 – 24. September 2022 1 Woche | 1                                      | Fabe                                   | Ongelmalapsi                           | – |
| 25. September 2022 – 1. Oktober 2022 1 Woche | 1                                      | Lauri Tähkä                            | Kaikella on tarkoitus                  | – |
| 2. Oktober 2022 – 8. Oktober 2022 1 Woche | 1                                      | Stratovarius                           | Survive                                | – |
| 9. Oktober 2022 – 15. Oktober 2022 1 Woche | 1                                      | Samu Haber                             | Pelastetaan maailma                    | – |
| 16. Oktober 2022 – 22. Oktober 2022 1 Woche | 1                                      | JVG                                    | Mun tapa pelata                        | – |
| 23. Oktober 2022 – 29. Oktober 2022 1 Woche | 1                                      | Apulanta                               | Sielun kaltainen tuoto                 | – |
| 30. Oktober 2022 – 12. November 2022 2 Wochen | 2                                      | Taylor Swift                           | Midnights                              | – |
| 13. November 2022 – 17. Dezember 2022 5 Wochen (insgesamt 10) | 10                                     | Gettomasa                              | Vastustamaton                          | – |
| 18. Dezember 2022 – 14. Januar 2023 4 Wochen | 4                                      | Costi                                  | Limbo                                  | – |